# Massacre de Maryam Ts'iyon
Le massacre de Maryam Ts'iyon est un massacre survenu le 15 décembre 2020 pendant la guerre du Tigré lorsque, selon le Programme extérieur d'Europe avec l'Afrique (en), 750 personnes se cachant dans l'église Sainte-Marie-de-Sion (église Maryam Ts'iyon) à Aksoum ont été emmenées et abattues par les forces de défense nationale éthiopiennes et les milices Amhara sur la place devant l'église.

## Massacre
Le Programme extérieur d'Europe avec l'Afrique a déclaré que l'événement du 15 décembre 2020 avait commencé avec les forces de sécurité de la Force de défense nationale éthiopienne et la milice Amhara s'approchant de l'église Sainte-Marie-de-Sion, qui contenait 1000 personnes à l'intérieur et dans l'enceinte environnante. Une confrontation a eu lieu parce que des gens de l'église pensaient que les soldats voulaient prendre l'arche d'alliance que l'église prétend détenir. Les gens sont sortis sur la place. Les milices de la Force de défense nationale éthiopienne et Amharas ont commencé à tirer, tuant 750 personnes. Basé sur les témoignages de témoins, le géomorphologue belge Jan Nyssen a daté le massacre du 17 au 20 décembre.
L'interdiction aux journalistes d'entrer dans la région du Tigré se poursuivant à compter du 11 janvier 2021, la nouvelle du massacre a d'abord été fournie par des survivants arrivant à Mekele après avoir marché à pied sur environ 200 km.

## Réactions
Début janvier 2021, le député britannique David Alton a informé le ministre britannique des Affaires étrangères des informations faisant état du massacre et a posé une question au parlement.